# ویفلشتده
ویفلشتده (به آلمانی: Wiefelstede) یک شهر در آلمان است که در امرلند واقع شده‌است. ویفلشتده ۱۴٬۸۰۰ نفر جمعیت دارد.